# Wormshill
Wormshill – wieś w Anglii, w hrabstwie Kent, w dystrykcie Maidstone. Leży 12 km na wschód od miasta Maidstone i 63 km na południowy wschód od centrum Londynu. Miejscowość liczy 198 mieszkańców.